# Couronne impériale d'apparat
 (signalé en juillet 2025).
Si vous disposez d'ouvrages ou d'articles de référence ou si vous connaissez des sites web de qualité traitant du thème abordé ici, merci de compléter l'article en donnant les références utiles à sa vérifiabilité et en les liant à la section « Notes et références ».
- Archive Wikiwix
- Bing
- Cairn
- DuckDuckGo
- E. Universalis
- Gallica
- Google
- G. Books
- G. News
- G. Scholar
- Persée
- Qwant
- (zh) Baidu
- (ru) Yandex
- (wd) trouver des œuvres sur Wikidata

La couronne impériale d'apparat, ou d'État (en anglais : Imperial State Crown), est l'un des joyaux de la Couronne britannique. 
C'est la couronne usuellement portée par les souverains britanniques lors de cérémonies ou d'événements extraordinaires. Bien qu'on la voie sur la tête du nouveau souverain quand il sort de l'abbaye de Westminster après son couronnement, elle n'est habituellement pas celle posée sur sa tête au moment du couronnement, la tradition étant plutôt que le monarque reçoive la couronne de saint Édouard. Cependant, la reine Victoria et le roi Édouard VII ne l'ont pas portée, se plaignant de son poids trop élevé. 
La reine Élisabeth II la coiffait au moins une fois par an à l'occasion de l'ouverture solennelle de la session du Parlement.
C'est aussi cette couronne qui est placée sur le cercueil d'un monarque décédé, drapé de l'étendard royal, lors des obsèques d'État au Royaume-Uni.

## Histoire

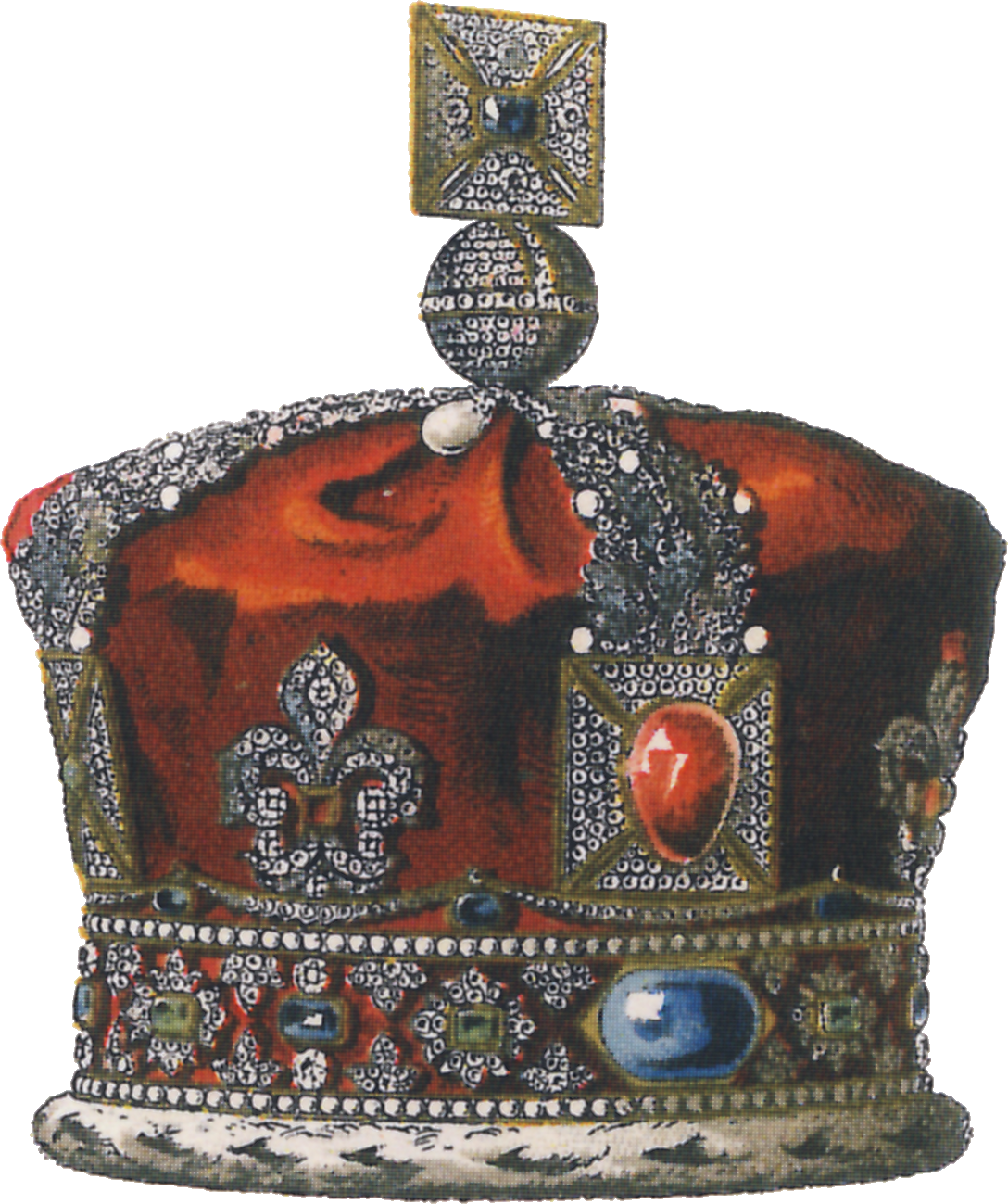
La Couronne impériale d'apparat de la reine Victoria.

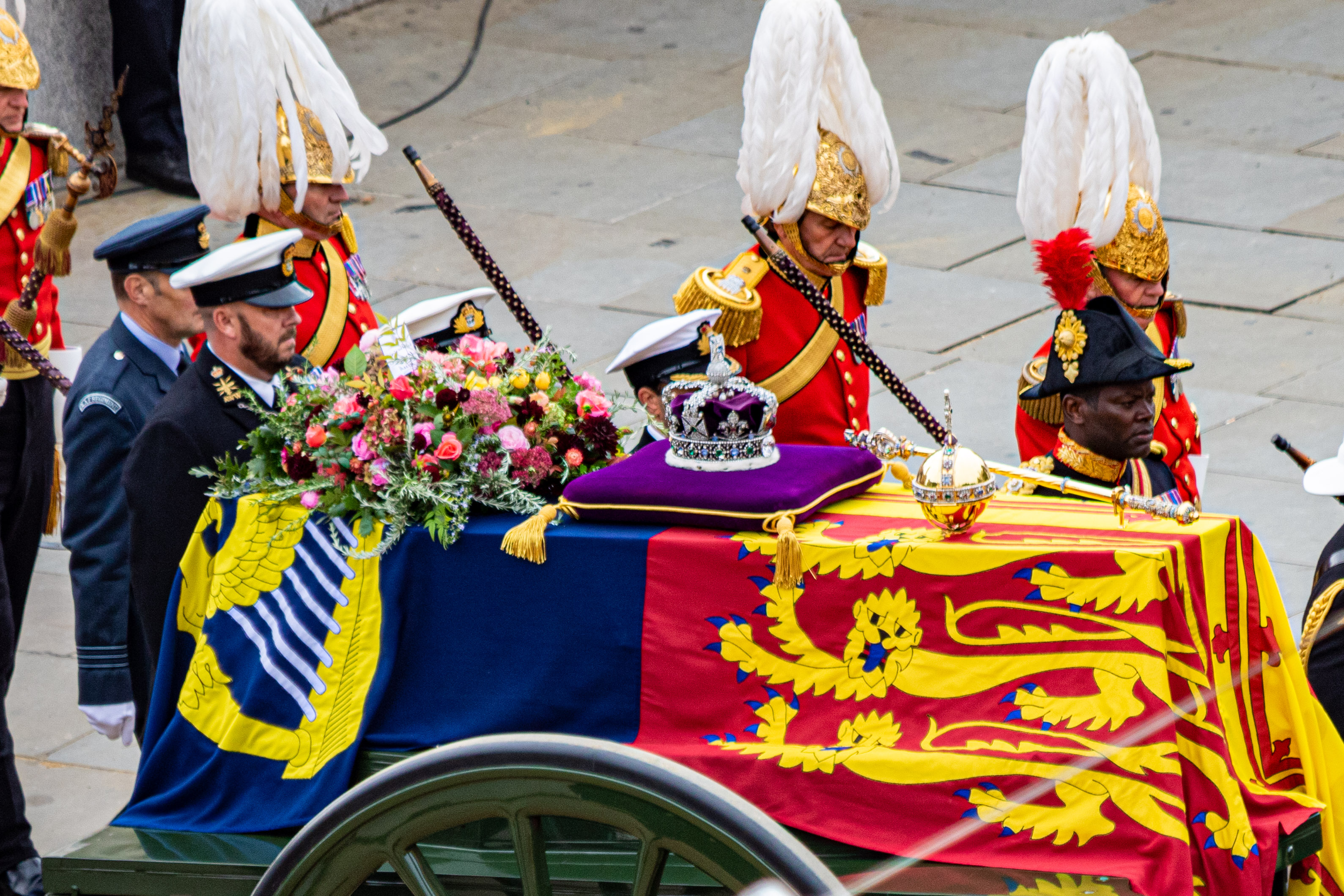
La couronne impériale d'apparat aux funérailles d'Élisabeth II le 19 septembre 2022.

La couronne actuelle a été fabriquée pour le couronnement de George VI en 1937 par le joaillier de la Couronne Garrard & Co. C'est la réplique exacte de la couronne impériale créée pour la reine Victoria en 1838, mais avec une monture plus légère et plus confortable. Elle a été à peine retouchée pour le couronnement d'Élisabeth II, on en a réduit la hauteur totale de 2,5 cm. À cause de sa masse (910 g), les monarques choisissent fréquemment de la porter dans leurs appartements privés quelques heures le matin avant l'ouverture d'une nouvelle session parlementaire, pour s'habituer à son poids et s'y sentir à l'aise. Une dame de la cour aurait ainsi rapporté avoir vu la reine Élisabeth porter la couronne en prenant son petit déjeuner et en lisant son journal un matin avant l'ouverture de la nouvelle session parlementaire.
Le cadre des anciennes couronnes impériales d'apparat de plusieurs souverains, dont les rois George Ier, George IV et Victoria, sont conservés dans la Tour de Londres. Étant la couronne royale la plus fréquemment portée, la couronne impériale d'apparat a dû constamment être remplacée, à cause de son âge, son poids, des goûts personnels des souverains ou des dommages inévitables qui surviennent en l'utilisant. À cause d'un usage constant, elle est aussi la couronne qui requiert le plus de réparations externes et de refonte.

## Conception
Elle a une conception similaire à la couronne de saint Édouard : sur une base reposent quatre croix pattées alternant avec quatre fleurs de lis, et au-dessus, quatre demi-arches surmontées d'une croix pattée. L'intérieur est garni d'une toque de velours pourpre ourlée d'une bande d'hermine. La couronne est ornée de nombreuses pierres précieuses: 2 868 diamants, 273 perles, 17 saphirs, 11 émeraudes et 5 rubis.
Plusieurs de ces pierres ont une longue histoire. La croix au-dessus de la couronne est sertie avec une pierre connue comme étant le saphir de saint Édouard, un saphir qui proviendrait de l'anneau du roi. Le rubis du Prince Noir (qui est en fait un spinelle) est serti sur la face avant de la couronne, dans la croix pattée. On y trouve également le fabuleux Cullinan II, ou Deuxième Étoile d'Afrique (317,40 carats), qui est serti sur la face avant de la couronne. Quant à la face arrière, on y voit le saphir des Stuarts (104 carats), fixé dans la base.

## Conservation
La couronne impériale d'apparat est conservée avec les autres joyaux de la Couronne dans la Jewel House de la Tour de Londres. Seulement trois personnalités sont autorisées à toucher la couronne : le monarque, l'archevêque de Cantorbéry et le joaillier de la Couronne (en), un membre des Maisons royales qui est responsable pour la sécurité et les réparations de la couronne.